# 古今茶事
《古今茶事》，是一部收集中國自唐代至明代的茶文獻，胡山源編，世界書局1941年出版，上海書店1985年重印。

## 目錄
- 陸羽 《茶經》
- 張又新 《煎茶水記》
- 《十六湯品》
- 溫庭筠 《採茶錄》
- 蔡襄 《茶錄》
- 子安 《試茶錄》
- 宋徽宗  《大觀茶論》
- 熊蕃  《宣和北苑貢茶錄》
- 黃儒  《品茶要錄》
- 無名氏 《北苑別錄》
- 顧元慶 《茶譜》
- 馮時可  《茶錄》
- 熊明遇  《羅砎茶記》
- 陸樹聲  《茶寮記》
- 許次圲  《茶疏》
- 聞龍 《茶箋》
- 屠龍 《考盤餘事》
- 李時珍 《本草綱目-茶》
- 田藝衡  《煮泉小品》
- 高濂  《遵生八箋-茶》
- 周高啟  《陽羨名壺系洞山砎茶系》